# Ulica Mikołowska w Mysłowicach
Ulica Mikołowska w Mysłowicach – ulica w Mysłowicach, położona w centralnej części miasta, w granicach dzielnic Janów Miejski-Ćmok i Mysłowice Centrum. 
Jest to jedna z najważniejszych dróg w śródmiejskiej części miasta, łącząca centrum Mysłowic z Katowicami w kierunku Giszowca. Przy niej znajduje się dużo znaczących instytucji i placówek, w tym Szpital Nr 1, II Liceum Ogólnokształcące, komenda Państwowej Straży Pożarnej, Prokuratura Rejonowa czy dwa cmentarze. Część zabudowy ulicy ma charakter zabytkowy, w tym dwie kaplice na starym cmentarzu czy kompleks Bauverein. 
Nazwa ulicy pochodzi od nazwy miasta Mikołów, w kierunku którego ta droga prowadzi. 

## Przebieg

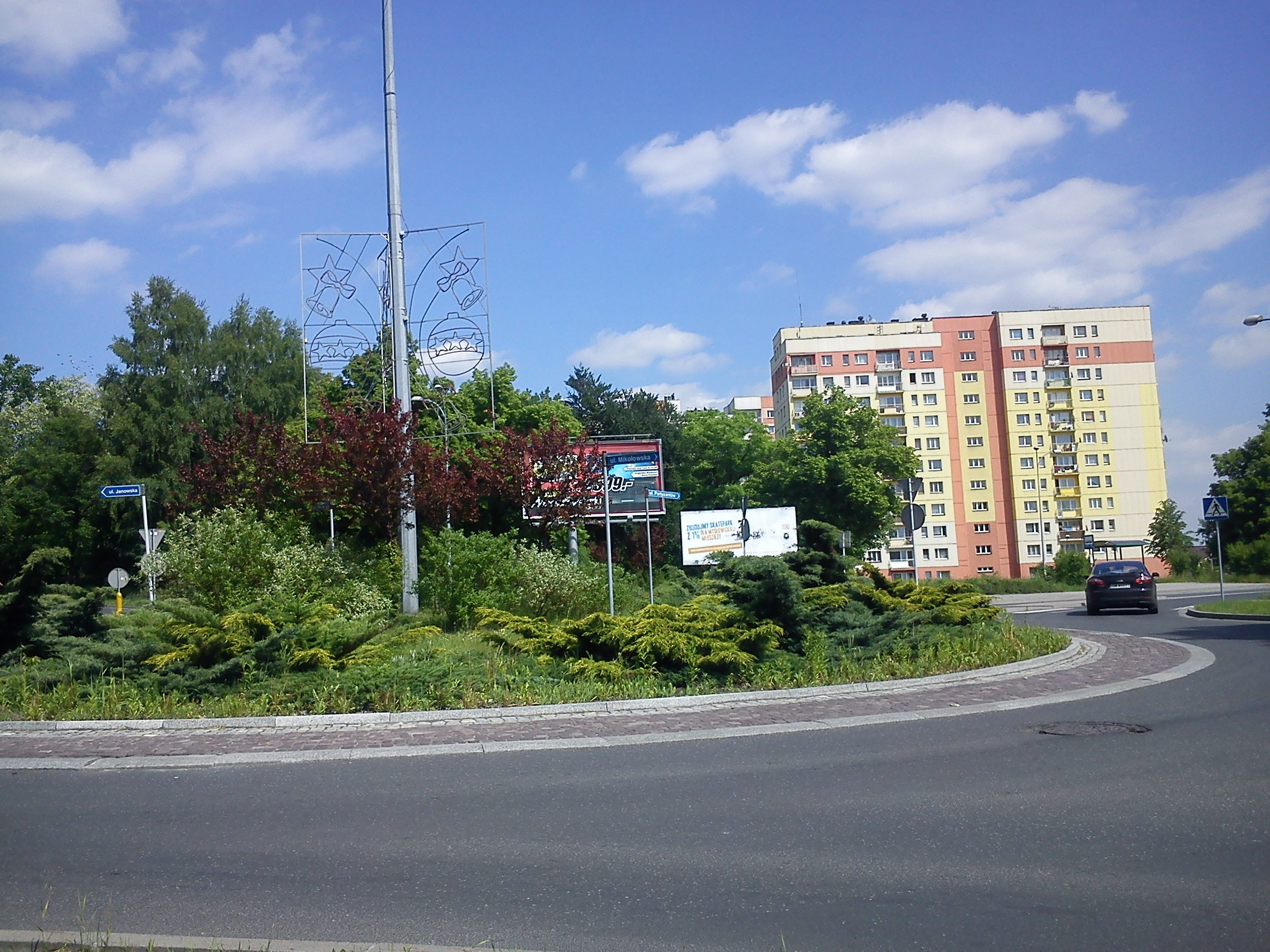
Rondo na Ćmoku, znajdujące się na skrzyżowaniu ulic Mikołowskiej, Janowskiej i Partyzantów (2011)

Ulica Mikołowska przebiega przez teren dwóch mysłowickich dzielnic: Janów Miejski-Ćmok i Mysłowice Centrum.
Numeracja budynków przy ulicy Mikołowskiej zaczyna się od strony północno-wschodniej, w Mysłowicach Centrum. Tam bierze ona swój początek na skrzyżowaniu sterowanym sygnalizacją świetlną z ulicą Oświęcimską. Droga do ronda na skrzyżowaniu ulic Janowskiej i Partyzantów biegnie prostolinijnie w kierunku zbliżonym do południowego zachodu, a za budynkiem Bauverein (ul. Mikołowska 36) ulica Mikołowska wchodzi na teren dzielnicy Janów Miejski-Ćmok. Do ronda na Ćmoku ulica Mikołowska po lewej stronie krzyżuje się z ulicami: Szpitalną i Armii Krajowej, a po prawej z ulicami: Katowicką, Armii Krajowej, Kwiatowej i S. Moniuszki.
Od ronda na skrzyżowaniu ulic Janowskiej i Partyzantów na Ćmoku do granicy miasta Mysłowice z Katowicami ulica Mikołowska biegnie bardziej na zachód mniej regularnym przebiegiem. Z lewej strony droga krzyżuje się kolejno z ulicami: Astrów, Bratków, Stokrotek i Obrzeżną Zachodnią, a po prawej stronie z ulicą 1000-lecia Państwa Polskiego i ponownie z ulicą Obrzeżną Zachodnią. Z tą drugą drogą ulica Mikołowska tworzy węzeł drogowy, a za nim ulica Mikołowska przebiega przez tereny leśne i do granicy z Katowicami przecina trasę zlikwidowanej kolei piaskowej. Przedłużeniem ulicy Mikołowskiej na terenie Katowic jest ulica Mysłowicka, przebiegająca na całej swoje długości przez teren dzielnicy Giszowiec.

## Charakterystyka

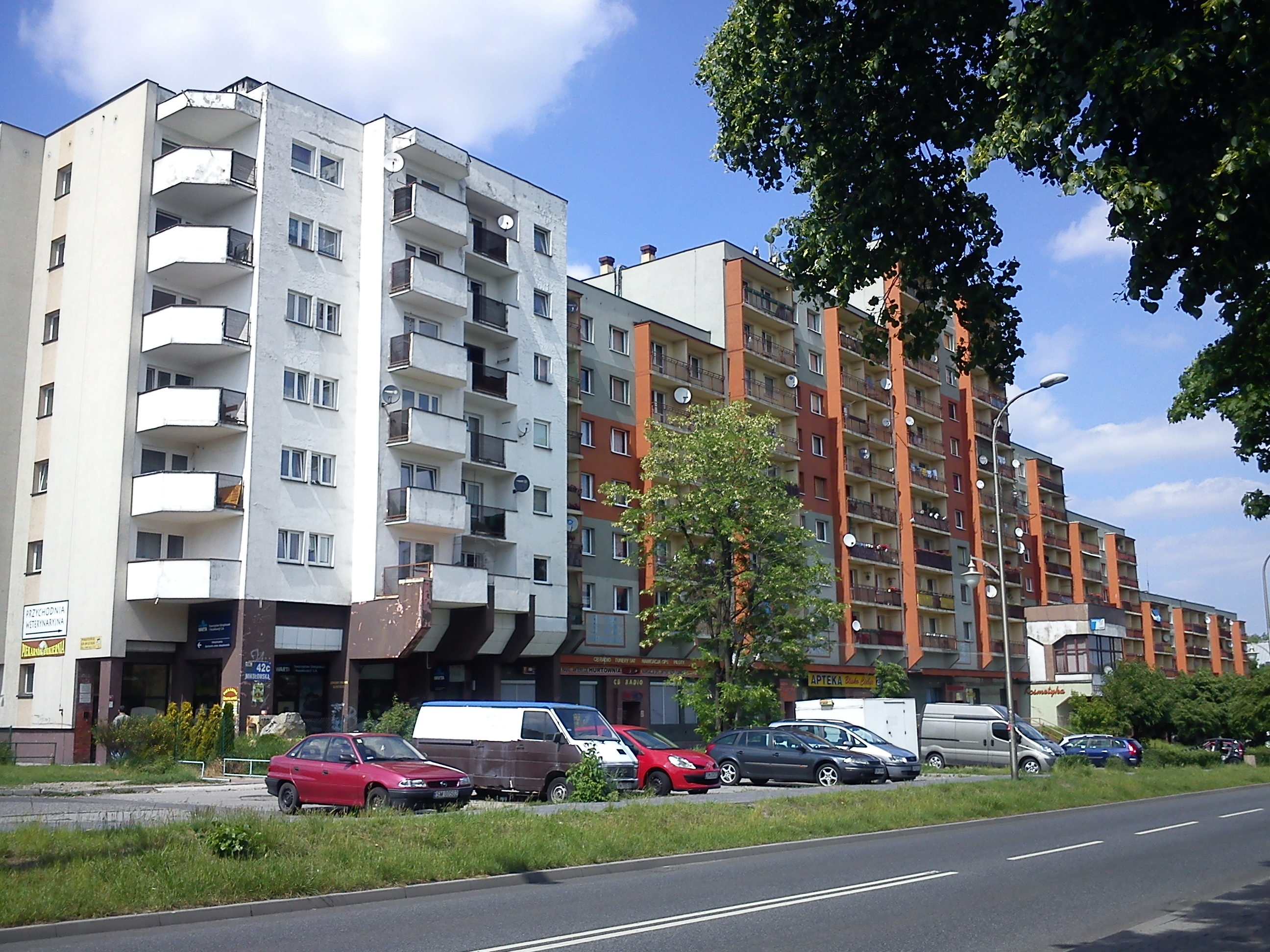
Bloki mieszkalne przy ulicy Mikołowskiej na wysokości nowego cmentarza (2011)

Ulica Mikołowska to droga powiatowa nr 8804S o klasie drogi głównej (G). Posiada nawierzchnię bitumiczną, a szerokość jezdni wynosi od 6,1 do 7,1 m. Jest ona jedną z dróg zapewniających bezpośrednie powiązanie Mysłowic z Katowicami. W systemie TERYT ulica widnieje pod numerem 12898, a kod pocztowy dla adresów przy niej to 41-400, 41-402 i 41-406. 
Ulicą Mikołowską na całej jej długości kursują autobusy na zlecenie Zarządu Transportu Metropolitalnego. Przy ulicy położone są następujące przystanki: Mysłowice Cmentarz, Mysłowice Mikołowska Markety, Ćmok Rondo (Mikołowska) nż. i Ćmok Tysiąclecia. Zatrzymują się przy nich autobusy łączące tę część Mysłowic z innymi dzielnicami oraz niektórymi miastami Górnośląsko-Zagłębiowskiej Metropolii, w tym z Lędzinami, Katowicami i Sosnowcem.
Ulica Mikołowska wraz z ulicą Krakowską stanowi główną oś komunikacyjną układu urbanistycznego mysłowickiego śródmieścia. Wschodnią część obszaru ulicy Mikołowskiej, położonej na terenie dzielnicy Mysłowice Centrum, stanowi fragment gęsto zabudowanej części miasta z dominacją zabudowy wielorodzinnej. Środkowa część ulicy, położona w dzielnicy Janów Miejski-Ćmok, posiada natomiast przemieszaną zabudowę powstałą w różnych latach, przeważnie jednorodzinną. Na obszarze dalej na zachód, w obrębie węzła z ulicą Obrzeżną Zachodnią znajdują się tereny produkcyjne o różnym stopniu zagospodarowania.

## Historia

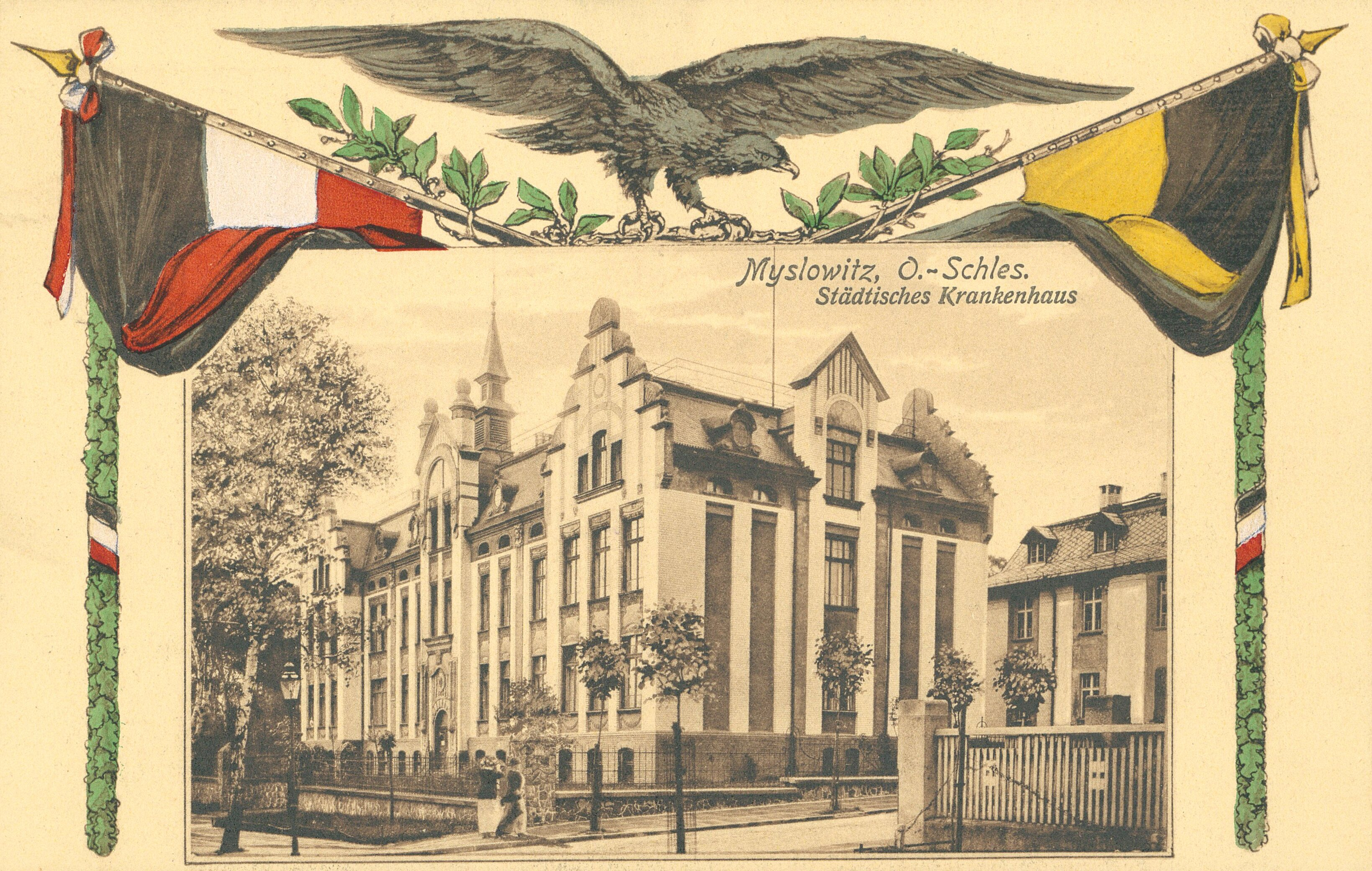
Pocztówka z 1917 roku przedstawiająca gmach szpitala miejskiego przy późniejszej ulicy Mikołowskiej 1

Wschodnie rejony późniejszej ulicy Mikołowskiej przed ich włączeniem do Mysłowic stanowiły część Małej Skotnicy. Obszar ten, ciągnący się od starego cmentarza po obu stronach drogi mikołowskiej aż do Przemszy wraz z sąsiednią Wielką Skotnicą został włączony do miasta w 1847 roku. Sam natomiast cmentarz parafialny został założony w 1811 roku na rogu późniejszych ulic Mikołowskiej i Oświęcimskiej. Już po dwudziestu latach od oddaniu cmentarza do użytku brakowało miejsc na pochówek i w 1878 roku postanowiono urządzić znacznie większą nekropolię (tzw. „nowy cmentarz”), który zlokalizowano około 400 m powyżej starego cmentarza. 
W połowie XIX wieku przy drodze mikołowskiej i na Wielkiej Skotnicy znajdowało się kilkanaście drewnianych domków z zabudowaniami gospodarczymi, w których mieszkali chłopi pańszczyźniani probostwa. Od 1853 roku przyspieszyła rozbudowa tej części miasta oddzielonej od Starego Miasta linią kolejową, gdy na późniejszą ulicę Oświęcimską skierowano główny trakt transportowy z Katowic. 
Na drugą połowę XIX i początek XX wieku przypadł okres świetności rozwoju Mysłowic. W tym też czasie nastąpiło przekształcenie miasta w ośrodek wielofunkcyjny. W latach 90. XIX wieku brak wolnych działek na Starym Mieście zmusił do szukania i zabudowy nowych terenów. W 1907 roku władze miejskie wprowadziły do realizacji plan zagospodarowania mający na celu uporządkowanie przypadkowej i bezplanowej zabudowy zachodniej części miasta. Kwartał ulic Mikołowskiej, Oświęcimskiej i K. Miarki przeznaczono wówczas pod budownictwo mieszkaniowe. Do tego czasu przy ulicy Mikołowskiej zbudowano jedynie cztery jednorodzinne domy, w tym pod nr. 6 willę właściciela fabryki Adolfa Deichsela.
W następnych latach zabudowa późniejszej ulicy Mikołowskiej następowała w szybkim tempie. Jeszcze w 1907 roku z inicjatywy miejskiego lekarza i członka magistratu Oskara Selle przy późniejszej ulicy Mikołowskiej 1 oddano do użytku gmach szpitala miejskiego z 60 łóżkami. W następnych latach kompleks szpitalny został uzupełniony o kolejne obiekty. W 1912 roku powstał obszerny gmach Królewskiego Gimnazjum Męskiego pod nr. 3.

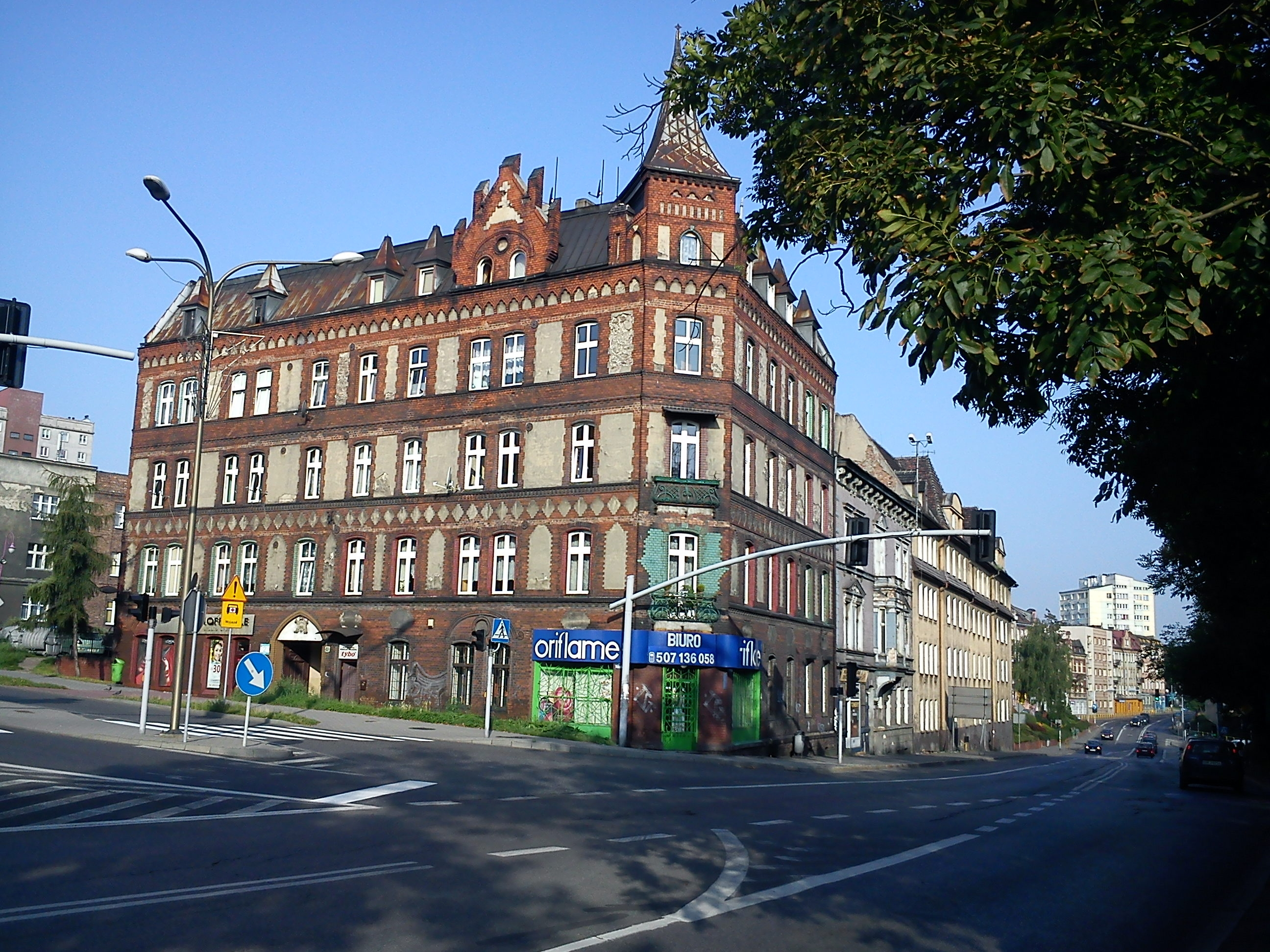
Skrzyżowanie ulic Mikołowskiej i Oświęcimskiej w 2011 roku; na wprost budynek pod nr. 2 przed modernizacją

W 1922 roku Mysłowice zostały włączone do państwa polskiego, a do tego czasu droga nosiła nazwę Nikolaistrasse (tę samą nazwę ulica miała w czasach niemieckiej okupacji podczas II wojny światowej). 11 listopada 1927 roku po lewej stronie ulicy Mikołowskiej zasadzono 50 drzewek, a założeniu temu nadano nazwę Aleja 11 Listopada. Rok później posadzono wzdłuż niej kolejnych 130 drzewek. Aleja prowadziła na rozległe tereny leśne miasta Mysłowice.
W 1951 roku została oddana do użytku linia kolei piaskowej na odcinku Brzęczkowice – Poniatowski, która przecinała ulicę Mikołowską po stronie zachodniej, a około 1970 roku została wyburzona willa przy ulicy Mikołowskiej 6.
W 1990 roku została założona filia biblioteczna nr 11 Miejskiej Biblioteki Publicznej w Mysłowicach z siedzibą przy ulicy Mikołowskiej 40. Rok później powołano II Liceum Ogólnokształcące, którego siedzibą stał się budynek przy ulicy Mikołowskiej 3. 
W latach 2007–2008 wyremontowano zespół zabudowy Bauverein. W latach 2014–2017 powstała nowa siedziba Komendy Miejskiej Państwowej Straży Pożarnej w Mysłowicach ze strażnicą, kompleksem garaży i magazynów, warsztatem i biurami, a projekt budynku opracowała pracownia Pro-Invest. W latach 2017–2018 zmodernizowano gmach przy ulicy Mikołowskiej 4a. W 2017 zamknięto, a trzy lata później zlikwidowano linię kolei piaskowej przechodzącą nad ulicą Mikołowską w pobliżu granicy z Katowicami. Na przełomie 2021 i 2022 roku zmieniono organizację ruchu na skrzyżowaniu ulic Mikołowskiej i Obrzeżnej Zachodniej poprzez wprowadzenie tam ruchu okrężnego.

## Obiekty zabytkowe i miejsca pamięci
Obiekty zabytkowe i historyczne:

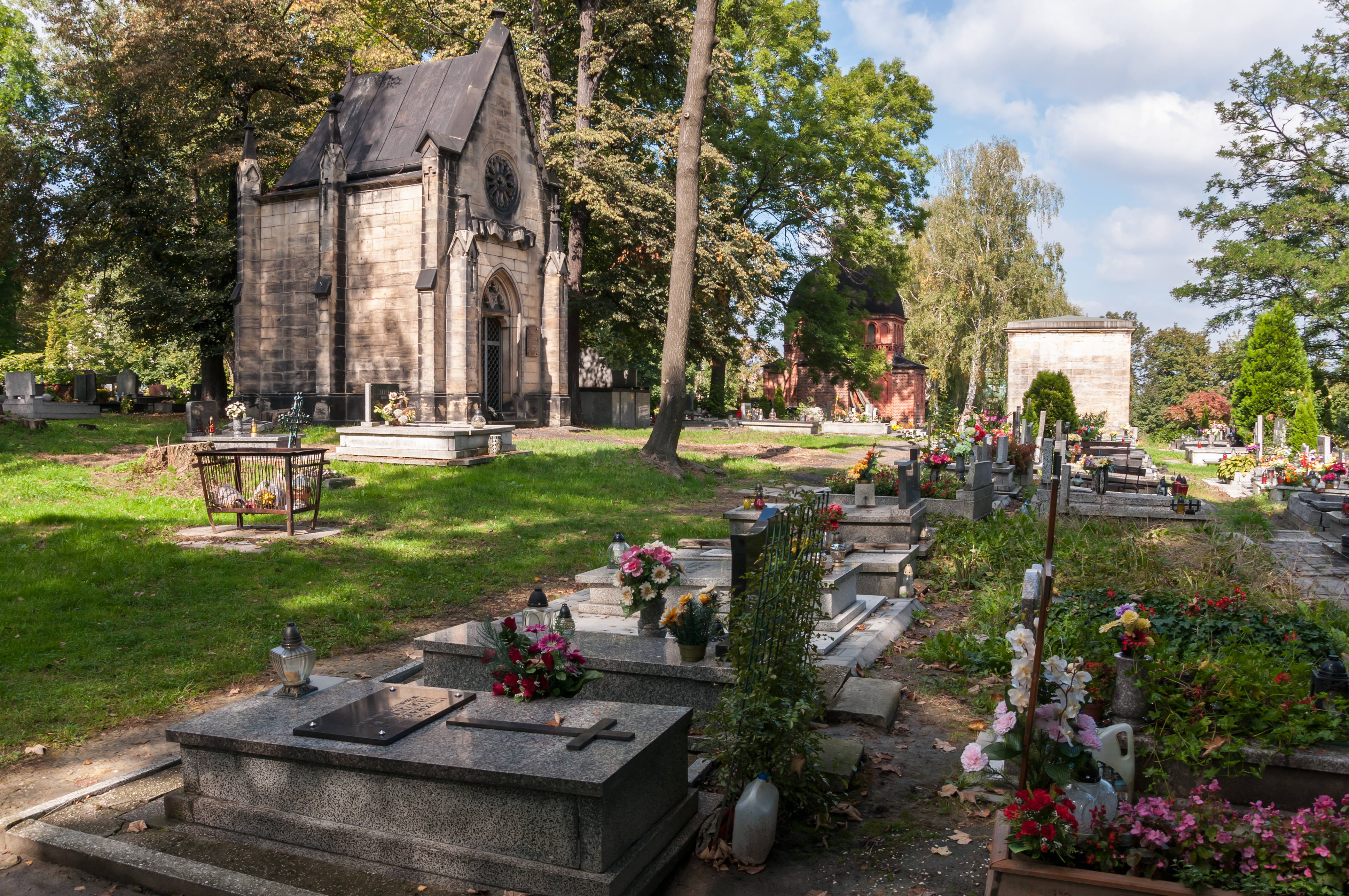
Fragment starego cmentarza w Mysłowicach w 2013 roku; od lewej widoczne kaplice: rodziny Klausów, ks. L. Markiefki i rodziny Robaków

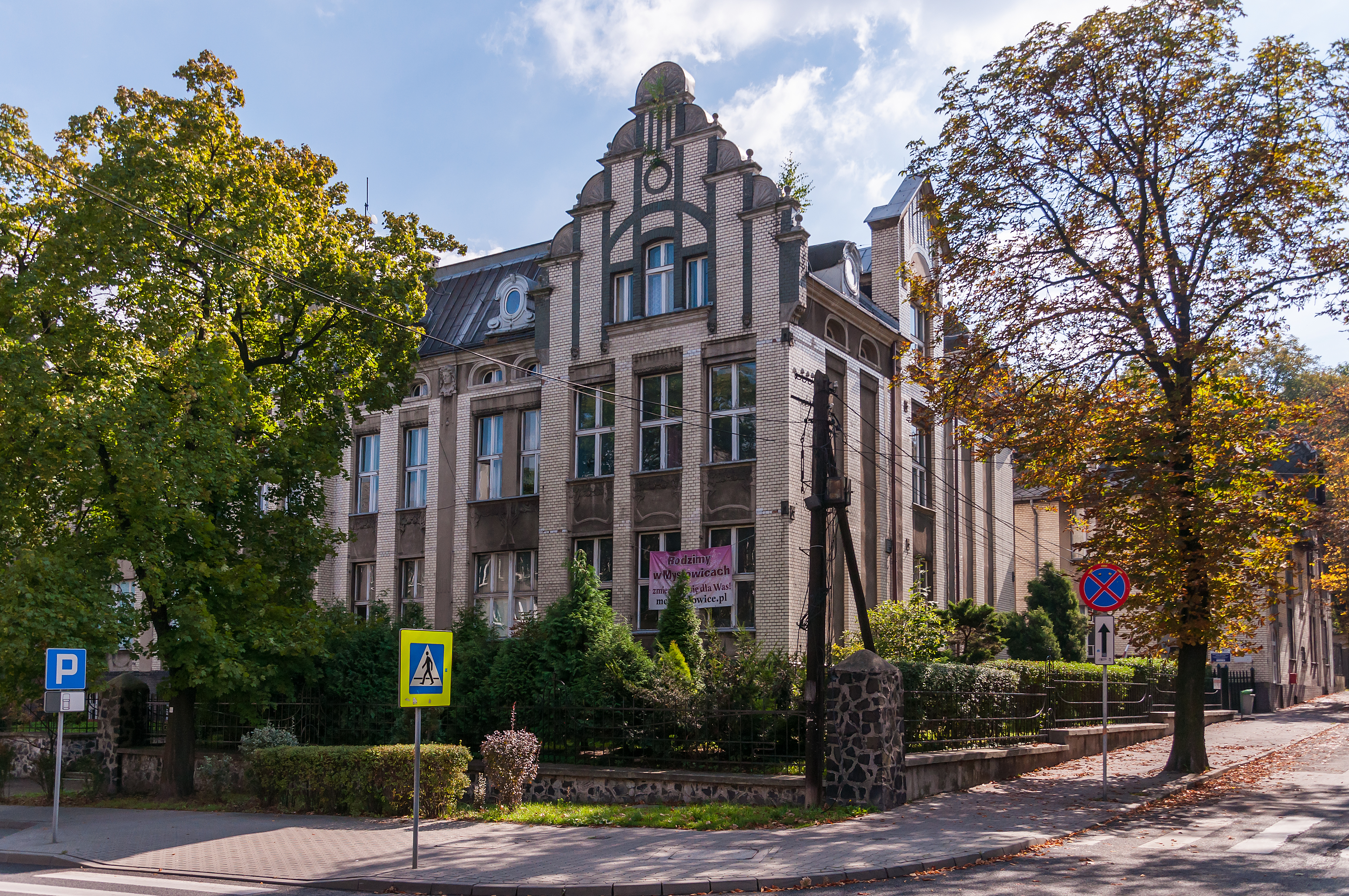
Zabytkowy gmach Szpitala Nr 1 przy ulicy Mikołowskiej 1 (2013)

- Kaplica rodziny Klausów (ul. Mikołowska, stary cmentarz) – z 1870–1871 roku w stylu neogotyckim, wybudowana jako grobowiec rodzinny[35]; została ona wzniesiona z kamienia ciosanego i jest jedną z większych na cmentarzu[36]; obiekt wpisano w 2003 roku do rejestru zabytków nieruchomych pod nr. A/93/03[35],
- Kaplica grobowa ks. Ludwika Markiefki (ul. Mikołowska, stary cmentarz) – z 1858 roku w stylu neorenesansowym[35]; zbudowana jest na rzucie koła z występującymi ryzalitowo bocznymi kruchtami posiadającymi otwory wejściowe zamknięte półkoliście i daszki dwuspadowe; kaplica nakryta jest kopułą z sygnaturką[36]; obiekt wpisany został w 2003 roku do rejestru zabytków nieruchomych pod nr. A/94/03[35],
- Kaplica rodziny Robaków (ul. Mikołowska, stary cmentarz)[37] – z 1880 roku; jest to obiekt murowany z regularnie ciosanych bloków z piaskowca, wzniesiony na rzucie prostokąta, zwieńczony płaskim dachem; w elewacji frontowej znajdują się dwuskrzydłowe drzwi, a po bokach kaplica jest flankowana pilastrami podtrzymujące profilowany gzyms[38],
- Zespół zabudowy Szpitala Nr 1 im. św. Karola Boromeusza (ul. Mikołowska 1) – z lat 1907–1911 w stylu modernizmu z elementami secesji; na zespół składa się pawilon główny, pawilon boczny, budynek administracyjny, kostnica z kaplicą oraz ogrodzenie; kompleks wpisany został do rejestru zabytków nieruchomych 7 listopada 2003 roku pod nr. A/100/03[24],
- Kamienica (ul. Mikołowska 2; róg z ul. Oświęcimską)[37] – z 1901 roku; jest to obiekt murowany z cegły, częściowo otynkowany, zwieńczony dachem dwuspadowym z lukarnami; kamienica posiada zdobienia architektoniczne z cegły pełnej w formie gzymsów i obramień okiennych[39],
- Gmach II Liceum Ogólnokształcącego im. Powstańców Śląskich w Mysłowicach (ul. Mikołowska 3-5) – z 1912 roku w stylu modernizmu; jego elementami charakterystycznym są m.in. elewacja frontowa, główna klatka schodowa, aula i okna witrażowe[40]; budynek wpisany został 7 listopada 2003 roku do rejestru zabytków nieruchomych pod nr. A/102/03[24],
- Blok zabudowy mieszkalnej Bauverein (ul. Mikołowska 26-36) – z 1915 roku w stylu wczesnego modernizmu (bądź w uproszczonym neobaroku); bryła obiektu jest rozczłonkowana i pięciokondygnacyjna[41]; obiekt wpisany został do rejestru zabytków nieruchomych 22 lutego 1988 roku pod nr. A/1361/24[35],
- Krzyż Męki Pańskiej (róg ul. Mikołowskiej i Partyzantów) – z przełomu XIX i XX wieku; jest to krzyż na wysokim postumencie, wydzielony metalowym ogrodzeniem[42]; obiekt wpisany jest do gminnej ewidencji zabytków miasta Mysłowice pod nr. 4.119.2020[43].

Pomniki i miejsca pamięci:
- Pomnik (ul. Mikołowska, stary cmentarz) – poświęcony poległym powstańcom śląskim z Mysłowic i okolicy[44].

## Gospodarka i instytucje

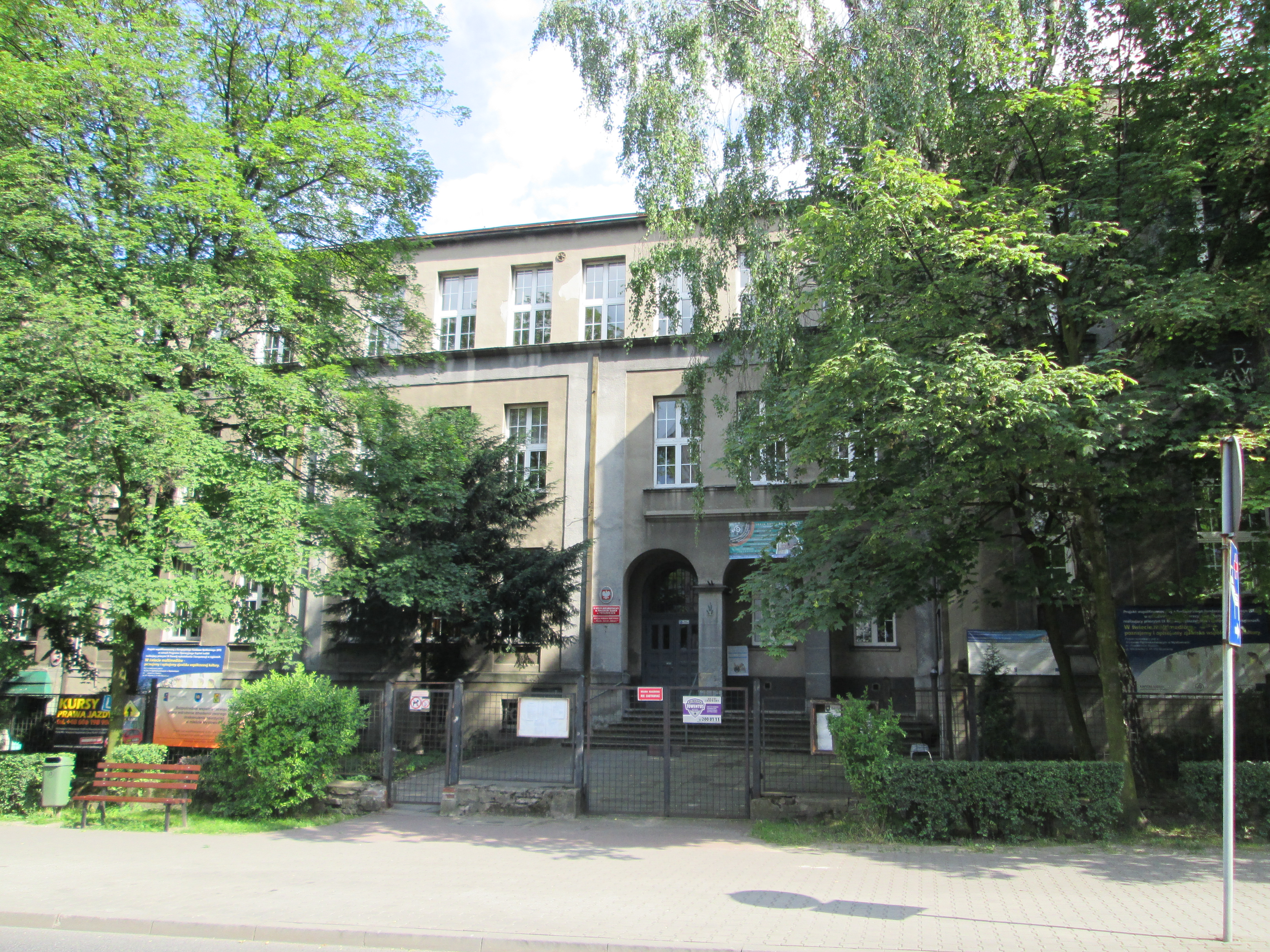
Siedziba II LO im. Powstańców Śląskich w Mysłowicach (2014)

W styczniu 2024 roku w systemie REGON zarejestrowanych było około 435 podmiotów gospodarczych z siedzibą przy ulicy Mikołowskiej. Swoją siedzibę miały tu wówczas m.in. następujące instytucje: Prokuratura Rejonowa w Mysłowicach (ul. Mikołowska 4), Młodzieżowy Dom Kultury w Mysłowicach (ul. Mikołowska 3), Filia nr 11 Miejskiej Biblioteki Publicznej w Mysłowicach (ul. Mikołowska 40), Biuro Miejskiego Rzecznika Konsumentów w Mysłowicach (ul. Mikołowska 4a), Centrum Kształcenia Zawodowego i Ustawicznego w Mysłowicach (ul. Mikołowska 44), Hufiec Związku Harcerstwa Polskiego Mysłowice im. Bojowników o Polskość Śląska (ul. Mikołowska 3), Szpital Nr 1 im. św. Karola Boromeusza (ul. Mikołowska 1), II Liceum Ogólnokształcące im. Powstańców Śląskich w Mysłowicach (ul. Mikołowska 3), Komenda Miejska Państwowej Straży Pożarnej w Mysłowicach (ul. Mikołowska 50m), Powiatowy Urząd Pracy w Mysłowicach (ul. Mikołowska 4a), Powiatowy Inspektorat Nadzoru Budowlanego w Mysłowicach (ul. Mikołowska 4a) oraz Okręg Mysłowicki Polskiego Związku Chórów i Orkiestr (ul. Mikołowska 16).
Ponadto funkcjonowały przy ulicy Mikołowskiej następujące placówki: sklep sieci Biedronka (ul. Mikołowska 42), agencja pocztowa Poczty Polskiej (ul. Mikołowska 3a), placówki bankowe, gabinety opieki zdrowotnej, przychodnia weterynaryjna, salony fryzjerskie, sklepy wielobranżowe, solarium, firmy remontowo-budowlane, placówki gastronomiczne, kancelarie radców prawnych, adwokackie i notarialne, dom pogrzebowy, placówki edukacyjne, warsztaty samochodowe, biura rachunkowe, drukarnia, firmy handlowo-usługowe, wspólnoty mieszkaniowe, komornik sądowy, klub sportowy, związki zawodowe, stowarzyszenia, fundacje i inne.
Wierni rzymskokatoliccy mieszkający przy ulicy Mikołowskiej przynależą do parafii Najświętszego Serca Pana Jezusa oraz do parafii Niepokalanego Poczęcia Najświętszej Maryi Panny i św. Maksymiliana Kolbe.